# Mina de Belemont
Mina de Belemont är en ort i Mexiko.   Den ligger i kommunen Aquismón och delstaten San Luis Potosí, i den centrala delen av landet, 230 km norr om huvudstaden Mexico City. Mina de Belemont ligger 711 meter över havet och antalet invånare är 111.
Terrängen runt Mina de Belemont är kuperad västerut, men österut är den bergig. Runt Mina de Belemont är det ganska tätbefolkat, med 90 invånare per kvadratkilometer. Närmaste större samhälle är Xilitla, 18,4 km söder om Mina de Belemont. I omgivningarna runt Mina de Belemont växer i huvudsak städsegrön lövskog.